# Leopold von Braunschweig-Wolfenbüttel

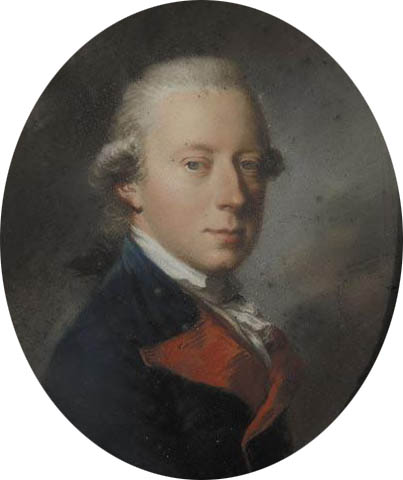
Leopold von Braunschweig-Wolfenbüttel; Maler unbekannt

Maximilian Julius Leopold von Braunschweig-Wolfenbüttel, Prinz von Braunschweig-Wolfenbüttel und nominell Herzog von Braunschweig und Lüneburg (* 11. Oktober 1752 in Wolfenbüttel; † 27. April 1785 in Frankfurt (Oder)), war ein preußischer Generalmajor und einer der wenigen hohen Offiziere in den Armeen des späten aufgeklärten Absolutismus, für die der untergebene Soldat mehr war als ein mechanisches willenloses Werkzeug in der Hand des Kommandeurs. Fürstliche Mildtätigkeit gegenüber Soldaten und Bürgern und die Umstände seines Todes machten Leopold berühmt.

## Die Erziehung des Prinzen
Leopold war das 13. Kind und der jüngste Sohn Herzog Karls I. und dessen Gemahlin Philippine Charlotte von Preußen, einer Schwester des preußischen Königs Friedrich II. Er erhielt seine Erziehung von Aufklärern wie Abt Jerusalem, Karl Christian Gärtner und Johann Arnold Ebert, die ihn stark prägten. Sie geleiteten ihn u. a. zu einer schlichten Glaubensfrömmigkeit, die sich in handlungsbestimmter Menschenliebe immer neu bewähren sollte. Ihre Grundlagen waren in dem weiten Feld zwischen Neologie und lutherischer Orthodoxie angesiedelt.
P. Müller, ein Leopold-Biograph, charakterisiert den achtzehnjährigen Prinzen wie folgt: „[…] ein kenntnisreicher, liebenswürdiger, bescheidener Jüngling von weichem Gemüt, immer an sich arbeitend und die Forderungen christlicher Nächstenliebe schnell und energisch erfüllend. Das eine freilich scheint klar: Diese […] Bildung und Erziehung war wenig geeignet, die Grundlage für den Beruf eines Feldherrn, besonders eines im Sinne Friedrichs des Großen zu bilden.“ Für seine Lehrer habe „der Christ und Mensch über dem Feldherrn“ gestanden, so dass der Prinz „keinen Ehrgeiz besaß, ausgenommen den, keinem Sterblichen an helfender Nächstenliebe nachzustehen“. Philanthropie und Nächstenliebe waren also die Wurzeln, die sein Leben von früh auf bestimmten, und die helfende Liebe zu notleidenden Menschen ging ihm über alles.
Leopold wurde ein aktiver Freimaurer. Er war Mitglied der Braunschweiger Loge St. Charles de la Concorde. 1770 trat er mit 18 Jahren in die Braunschweiger Freimaurerloge Carl zur gekrönten Säule ein und wurde bald Mitglied der Strikten Observanz. Diese Spielart des Freimaurertums war dem Tempelritterideal verbunden. In der Loge fand er in der Verpflichtung zu Tugend, Brüderlichkeit und Wohltätigkeit gegenüber jedermann einen konkreten Handlungsrahmen für die Ideale, die er in der Zeit seiner früheren Erziehung kennengelernt hatte. Im Übrigen waren in dieser Loge bereits verschiedene nahe Verwandte einflussreiche Mitglieder. Wichtig waren für Leopold vor allem sein Oheim Ferdinand von Braunschweig und sein Bruder Friedrich August.
Besonders während seiner späteren Zeit in Frankfurt wurde Leopold dafür bekannt, Dinge zu tun, die für seinen Stand und die damalige Zeit überhaupt sehr ungewöhnlich waren, die aber seinem besonderen Selbstverständnis voll und ganz entsprachen. Er hatte keine Scheu, sich für notleidende Bürger einzusetzen; „selbst“ Juden, die außerhalb der Rechtsordnung der Bürger standen, versagte er seinen Beistand nicht, wenn sie sich vertrauensvoll um Hilfe an ihn wandten.
1772 wurde er von Prinz Ferdinand von Preußen, einem weiteren Oheim, zum Johanniterritter geschlagen. Er begann im väterlichen Braunschweig-Wolfenbüttel eine militärische Ausbildung und Karriere, in der er als Sohn des regierenden Hauses rasch avancierte. 1776 wurde er zum Oberst befördert. Am kaiserlichen Hof in Wien bewarb er sich um die Führung eines Regiments. Er hatte aber seinem Vater, Herzog Karl I., nicht die Zeit gelassen, diese Bewerbung bei der verwandten Kaiserin Maria Theresia sorgfältig vorzubereiten. Er musste erfahren, dass man ihn, einen Neffen des Preußenkönigs, auf „später“ vertröstete.
Leopold begab sich, weil er die Hoffnung auf einen Kommandeursposten in Österreich nicht aufgeben wollte, auf eine Reise nach Italien, die ähnlich unvorbereitet verlief, wie sein Vorgehen in Wien gewesen war. Lessing, der damalige Hofbibliothekar in Wolfenbüttel, der sich zufällig auch in Wien befand, begleitete ihn bei dieser Reise. In Neapel erreichte Leopold das Angebot seines preußischen Oheims, König Friedrich II., das Infanterieregiment Diringshofen (Nr.24) in Frankfurt a. d. O. als Regimentschef zu übernehmen. Leopold willigte ein.

## Das Leben in Frankfurt (Oder)

Das von Herzog Leopold errichtete Regimentsschulhaus in Frankfurt (Oder) (heute Kleistmuseum); Baumeister Friedrich Knobloch 1777.

Ab Anfang 1776 residierte er in Frankfurt. 1782, relativ spät angesichts seiner hochadligen Herkunft und seiner Verwandtschaft mit dem preußischen König, wurde er zum Generalmajor befördert.
Als die Stadt 1780 von einem Hochwasser bedroht wurde, setzte er ohne Abstimmung mit dem Magistrat sein Regiment für Hilfsmaßnahmen ein.
Sein Regiment war zum Unterhalt einer Schule für die Soldatenkinder verpflichtet. Diese dienstliche Aufgabe nahm der Regimentschef Leopold sehr ernst. Um die Kinder der Verwahrlosung zu entreißen und dem Lehrer bessere Arbeitsmöglichkeiten bereitzustellen, baute er ein Schulhaus fast ganz auf eigene Kosten, weil weder der König noch der Magistrat mit dem Neubau einverstanden waren. Die Schulkinder ließ er nach einer neuen, kinderfreundlichen Methode des Philanthropen Eberhard von Rochow unterrichten.

## Das Unglück 1785 – Die Entstehung der Legende von Leopolds Opfertod
Bei der großen Oderflut 1785 ertrank Leopold, der sich eifrig an den Hilfsmaßnahmen des Magistrats beteiligen wollte, im Alter von nur 32 Jahren.

Herzog Leopold vor seiner Fahrt in den Untergang. Hoheitsvoll weist er die besorgten Warnungen der Bürger zurück. Kupferstich von Daniel Chodowiecki; 1785.

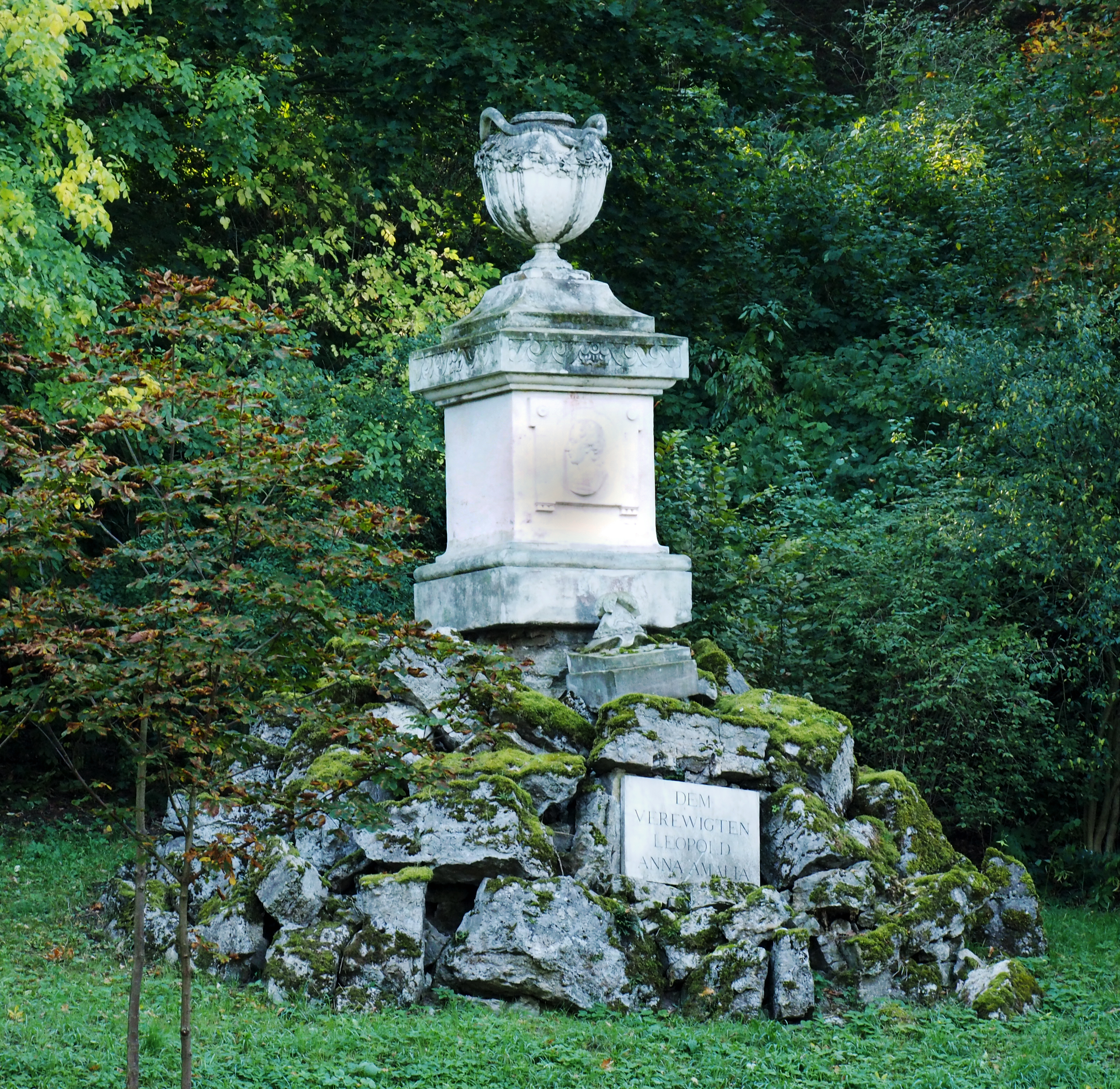
Denkmal im Schlosspark Tiefurt

Die Legende, dass der Herzog versucht habe, vom Hochwasser eingeschlossene Bürger aus der Lebensgefahr zu retten, und dabei umgekommen sei, wurde gleich nach dem Unglück in Frankfurt geboren und verbreitete sich in Windeseile. Ihr Urheber war der Pfarrer der Französisch Reformierten Gemeinde in Frankfurt, Jacques Papin, der sie eilfertig in den Berliner Journalen veröffentlichte und sie außerdem seinem Schwiegervater, dem Kupferstecher Daniel Chodowiecki, in Berlin mitteilte. Aus Mitleid mit den Hochwassergeschädigten und zu Ehren des heldenhaft untergegangenen Herzogs schuf Chodowiecki gutgläubig einen Kupferstich, in den er die wesentlichen Aussagen der Legende einarbeitete und sie dramatisierte: einen in der reißenden Oder um sein Leben kämpfenden Menschen; die auf dem Wasser treibenden Trümmer; Herzog Leopold am Ufer in einer letzten Auseinandersetzung mit Bürgern, die ihn von einer Bootsfahrt abhalten wollten, u. a. mit dem Hinweis, er sei es seinem hohen Stande schuldig, sich nicht unnötig einer Gefahr auszusetzen. Unter das Bild setzte Chodowiecki eine darauf bezogene „Äußerung“ des Herzogs. Auch dieser Satz stammte aus der Feder des Schwiegersohns, der zwar damit nicht eine Aussage des Herzogs wiedergab, wohl aber einen Nerv der Zeit traf: „Ich bin ein Mensch wie Ihr, und hier kömmt es auf Menschenrettung an.“ Bericht, Satz und Kupferstich erregten großes Aufsehen.

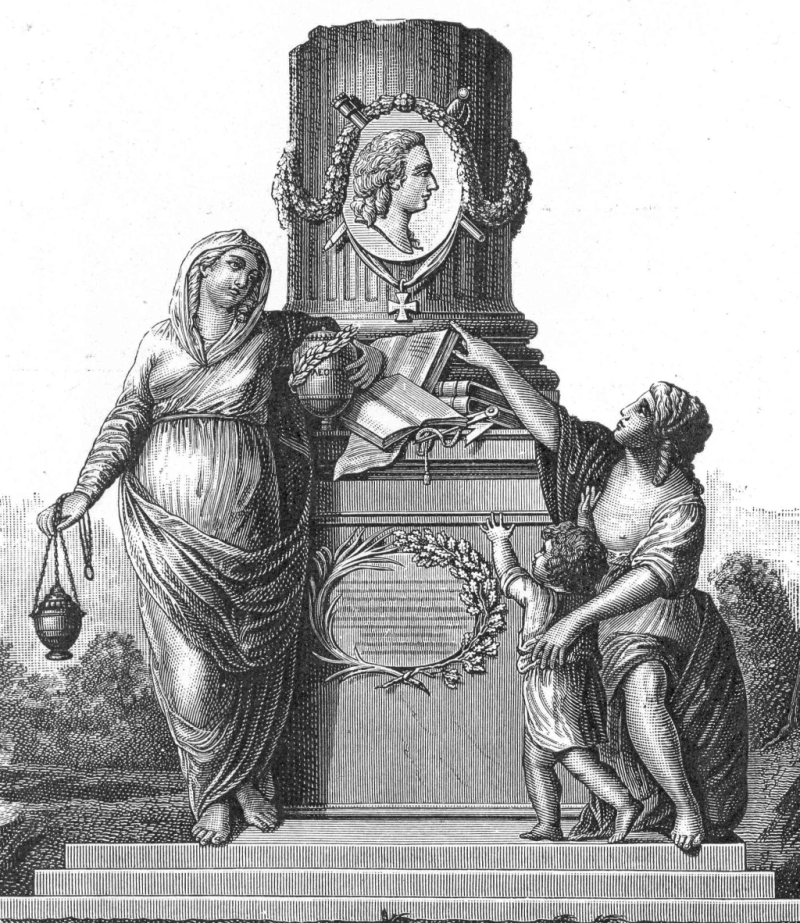
Als Beispiel für das Engagement der Freimaurer und Bürger: Entwurf für das Denkmal für Herzog Leopold in Braunschweig, von Joh. Dan. Fiorillo kurz nach 1785; radiert von Ch. G. Geyser. (Es steht leicht beschädigt in den Schlossgärten in Blankenburg (Harz).)

Sozial und politisch aufstrebende Bürger sahen in der „Meldung“ von Leopolds Rede, Tat und Tod das eigene Ideal der Überwindung ihrer Grenzen in der ständischen Gesellschaft aufscheinen. Der „Einsatz seines Lebens zur Rettung anderer“ ließ sie nicht ruhen. So bestimmte Chodowiecki den Erlös aus dem Verkauf seiner Kupferstichblätter uneigennützig zur Hilfe der Wassergeschädigten, und Frankfurter, Berliner, Braunschweiger und andere Freimaurer wirkten intensiv dabei mit, die Nachricht vom selbstlosen Einsatz Leopolds für seine Mitbürger und von seinem heldenhaften Untergang weithin im Reich zu verbreiten und ihn zu feiern. Ihrer Begeisterung verliehen sie nicht nur in der Erstellung von Leopold-Denkmälern Ausdruck. Sie sorgten auch in einer großzügigen Stiftung für die Kinder der Frankfurter Regimentsschule. Die Freimaurer warben auf diese Weise gleichzeitig mit Wort und Bild um neue Mitglieder und für die Ideen der Aufklärung. Sie wurden tatkräftig von vielen Journalen und Zeitschriften unterstützt.

## Was sich wirklich ereignete – die Verdrängung der Tatsachen
Die Wirklichkeit sah indessen im April 1785 anders aus. Obwohl man Leopold dringend abriet, sich ohne Notwendigkeit auf das gefährliche Wasser zu wagen, setzte er sich über die Warnungen hinweg und bestieg einen Kahn, nicht, um Menschen zu retten, sondern, wie er den ihn begleitenden Schiffern sagte, um sich persönlich um die Habe seiner am anderen Ufer wohnenden Soldaten zu kümmern. Der Kahn schlug um. Der in Frankfurt so sehr verehrte Leopold bezahlte seinen Eifer mit dem Leben.
Dieser Tatsachenzusammenhang wurde im Frühjahr 1785 zwar gesehen, aber von der Welle der Trauer, dann der starken Sympathie für den „Helden“, der sich aufgeopfert habe, zugedeckt. Korrekturen wurden kaum vorgenommen oder aber nicht wahrgenommen. Chodowiecki z. B. retuschierte zwar den im Wasser um sein Leben Kämpfenden aus dem hier wiedergegebenen Kupferstich weg; aber auf solche Feinheiten war kein Betrachter geneigt einzugehen. Die wenigen Aussagen, die die Wirklichkeit von 1785 wiedergaben, verfielen der Verdammung der Erinnerung, dann dem Vergessen und wurden erst im 20. Jahrhundert wiederentdeckt.

## Die Feier des „Helden“ in Kunst und Literatur

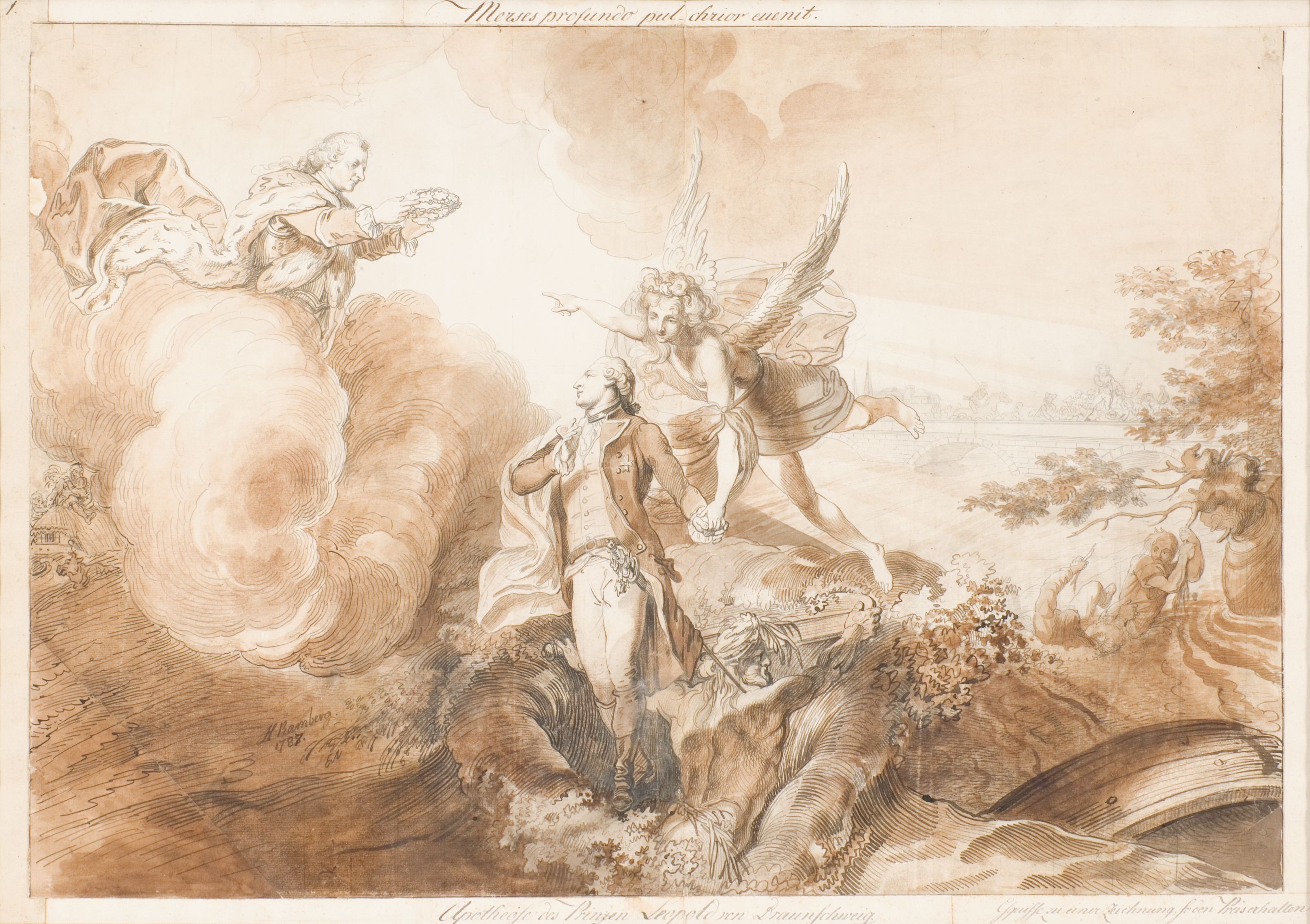
Apotheose des Prinzen Leopold von Braunschweig; Tuschzeichnung von Johann Heinrich Ramberg 1787 oder 1788. (Aus: Katalog der Galerie Kastern, Hannover 2008.)

Die Heldenlegende vom Sterben des Herzogs fand einen starken Nachhall in Kunst (zahlreiche Ereignisbilder, Porträts, Medaillen, Denkmäler) und Literatur (rühmende Kurzbiographien, Gedichte, Reden usw.) oder durch Denkmäler wie dem im Seifersdorfer Tal.

## Leopold-Denkmal in Frankfurt (Oder)

Leopold-Denkmal in Frankfurt (Oder) 1906

Auf Initiative der Frankfurter Freimaurerloge „Zum aufrichtigen Herzen“ und nach einem Entwurf von Bernhard Rhode entstand 1787 ein sieben Meter hohes Denkmal aus Sandstein. Es wurde am 11. August 1787 am Prinzenufer in der Dammvorstadt aufgestellt, wo der Leichnam des Herzogs aus dem Wasser gezogen worden sein soll.
Das Denkmal stellte mehrere Personen dar sowie die mythologische Gestalt des Odergottes Viadrus. Drei Frauengestalten stellten allegorisch die Tugenden Menschenliebe, Standhaftigkeit und Bescheidenheit dar. Auf ihren Schultern trugen sie die Urne mit der Asche Leopolds. Die Menschliebe führte zudem zwei Kinder mit sich. Auf der Vorderseite des Denkmals war ein Bildnis des Herzogs angebracht sowie eine Inschrift mit seinen Lebensdaten. Daneben befand sich eine weitere Frau, die die Stadt Frankfurt symbolisierte, und schließlich der trauernde Flussgott.
Theodor Fontane beschreibt das Denkmal im 15. Kapitel seines 1878 erschienenen Romans Vor dem Sturm:

„[…] Drei Frauengestalten trugen eine sternenbekränzte Urne, am Sockel des Ganzen aber standen folgende Worte: »Menschenliebe, Standhaftigkeit, Bescheidenheit – drei himmlische Geschwister – tragen Deinen Aschenkrug, verewigter Leopold, und klagen mit der Göttin der Stadt, deren Bürger Du zu retten eiltest, und klagen mit dem Odergott, in dessen Wellen Du untergingst, daß die Erde ihr Kleinod verloren hat.« …“

Das Denkmal befindet sich heute nicht mehr am Aufstellungsort. Zu Ende des Zweiten Weltkrieges wurde es demontiert und an eine unbekannte Stelle abtransportiert.

## Die Grabstätte
Seine letzte Ruhestätte fand Leopold in der Krypta des Braunschweiger Doms.